# جيل شابرييه
جيل شابرييه (بالفرنسية: Gilles Chabrier)‏ عالم فيزياء فلكية فرنسي. درس الفيزياء في المدرسة العليا في ليون.

## الجوائز
- 2010 جائزة جان ريكارد
- وسام إدينجتون 2012 [4]
- 2014 جائزة امبير
- 2019 وسام فريد هويل وجائزة [5]